# هاينريش ماندل
هاينريش ماندل (بالألمانية: Heinrich Mandel) (و. 1919 – 1979 م) هو فيزيائي من ألمانيا . ولد في براغ. وكان عضواً في الحزب النازي .وكان عضواً في الوحدة الوقائية .
توفي في دوسلدورف ، عن عمر يناهز 60 عاماً.

## روابط خارجية
- هاينريش ماندل على موقع مونزينجر (الألمانية)